# 彼达迪-迪蓬迪诺瓦
彼达迪-迪蓬迪诺瓦是巴西米纳斯吉拉斯州的一个市镇。总面积84.008平方公里，总人口4113人，人口密度49人/平方公里。